# Semmering
Semmering osztrák község Alsó-Ausztria Neunkircheni járásában. 2024 januárjában 605 lakosa volt. 

## Elhelyezkedése

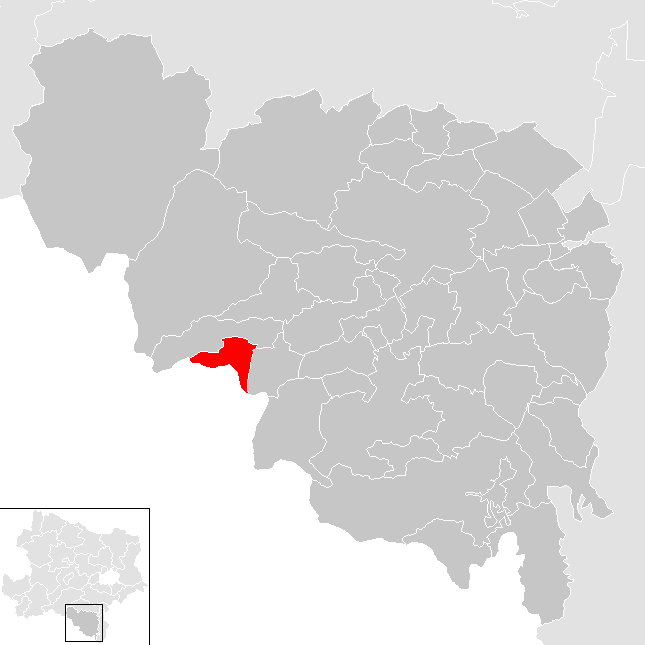
Semmering a Neunkircheni járásban

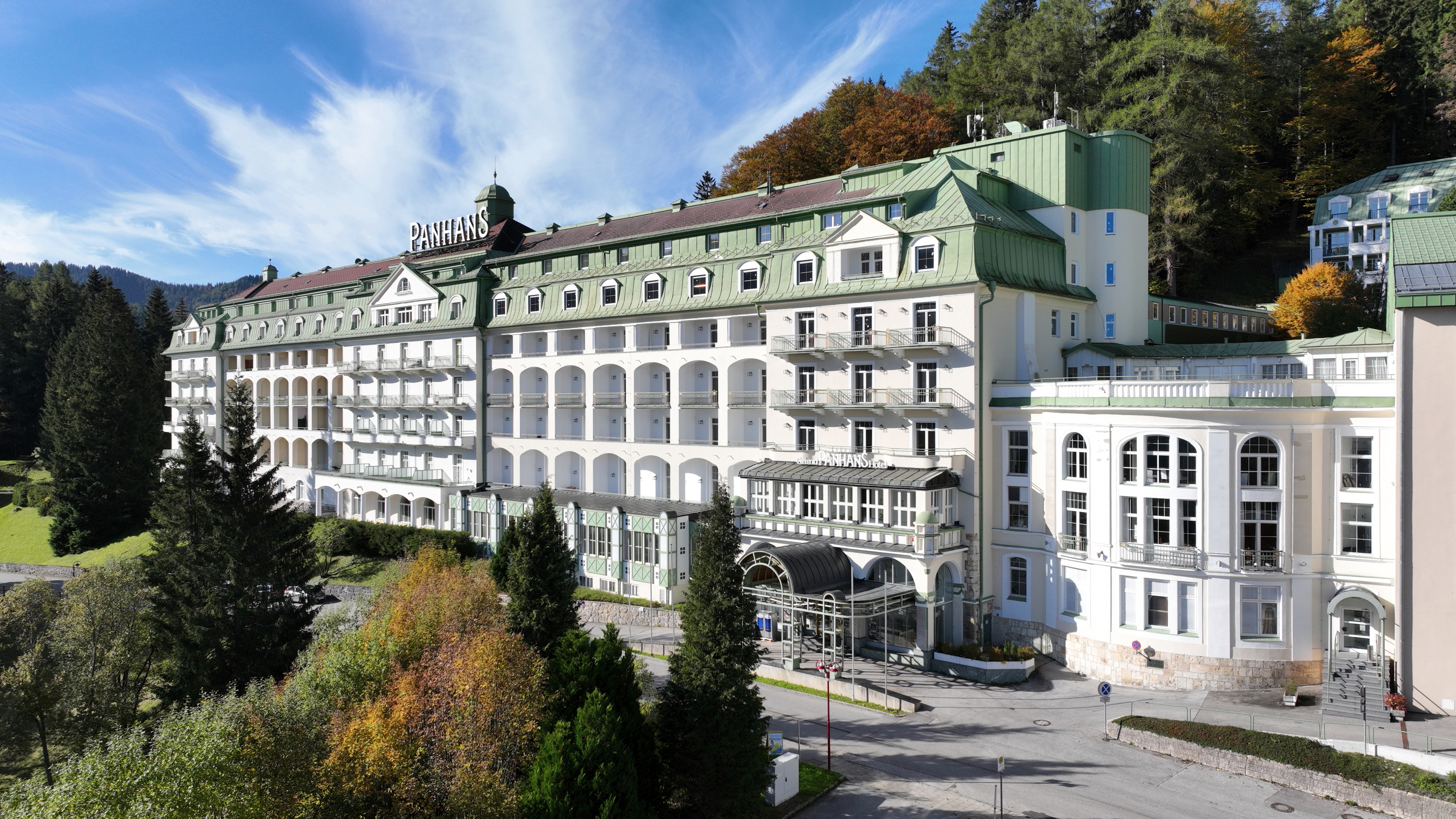
A Hotel Panhans

Semmering Alsó-Ausztria Industrieviertel régiójában fekszik a Rax-Alpok és a Wechsel-hegység között, a Semmering-hágónál. A település alatt halad át az S6 Semmering Schnellstraße autóút alagútja. 
A környező önkormányzatok: északra Breitenstein, keletre Schottwien, délnyugatra Spital am Semmering (Stájerország).

## Története
Semmering fejlődése a semmeringi vasút 1854-es megnyitása után indult meg, amikor a bécsi nemesség és nagypolgárság felkapott nyaralóhelyévé vált, majd őket követve a középosztály is rendszeresen itt töltötte nyarait. Károly császár és fia, Ottó a közeli Villa Wartholzban pihente ki fáradalmait és Semmering rendszeres vendége volt Oskar Kokoschka, Adolf Loos, Peter Altenberg, Karl Kraus és más hírességek. Ellátásukra szállodák épültek (mint a Südbahnhotel 1882-ben vagy a Hotel Panhans 1888-ben). A vendégek szórakoztatására számos kezdeményezés történt, mint pl. a semmeringi autóverseny 1899-1933 között, amelyen olyan versenyzők is indultak, mint Rudolf Caracciola vagy Hans Stuck. Az 1920-30-as években neves sakkbajnokságok színhelye volt a község, az 1930-as években pedig alpesi fürdője öregbítette hírnevét. Sípályái is ismertek, számos sívilágkupa-futamot rendeztek Semmeringben.   
A náci hatalomátvétel és a bécsi zsidó nagypolgárság elűzése után a vendégek száma megcsappant, majd a második világháború végén súlyos harcok dúltak a közelben a hágó birtoklásáért. Ma a község ismét kedvelt idegenforgalmi célpont, évente 180 ezer vendégéjszakát realizál.

## Lakosság
A semmeringi önkormányzat területén 2024 januárjában 605 fő élt. A lakosságszám a csúcspontját 1923-ban érte el 1816 fővel, azóta többé-kevésbé csökkenő tendenciát mutat. 2017-ben a helybeliek 83,9%-a volt osztrák állampolgár; a külföldiek közül 3,8% a régi (2004 előtti), 7,7% az új EU-tagállamokból érkezett. 0,2% a volt Jugoszlávia (Szlovénia és Horvátország nélkül) vagy Törökország, 4,4% egyéb országok polgára volt. 2001-ben a lakosok 75,2%-a római katolikusnak, 3,1% evangélikusnak, 1,1% ortodoxnak, 11,8% pedig felekezeten kívülinek vallotta magát. Ugyanekkor a német mellett (91,3%) a legnagyobb nemzetiségi csoportot a magyarok (1,5%; 9 fő) alkották. 

## Látnivalók

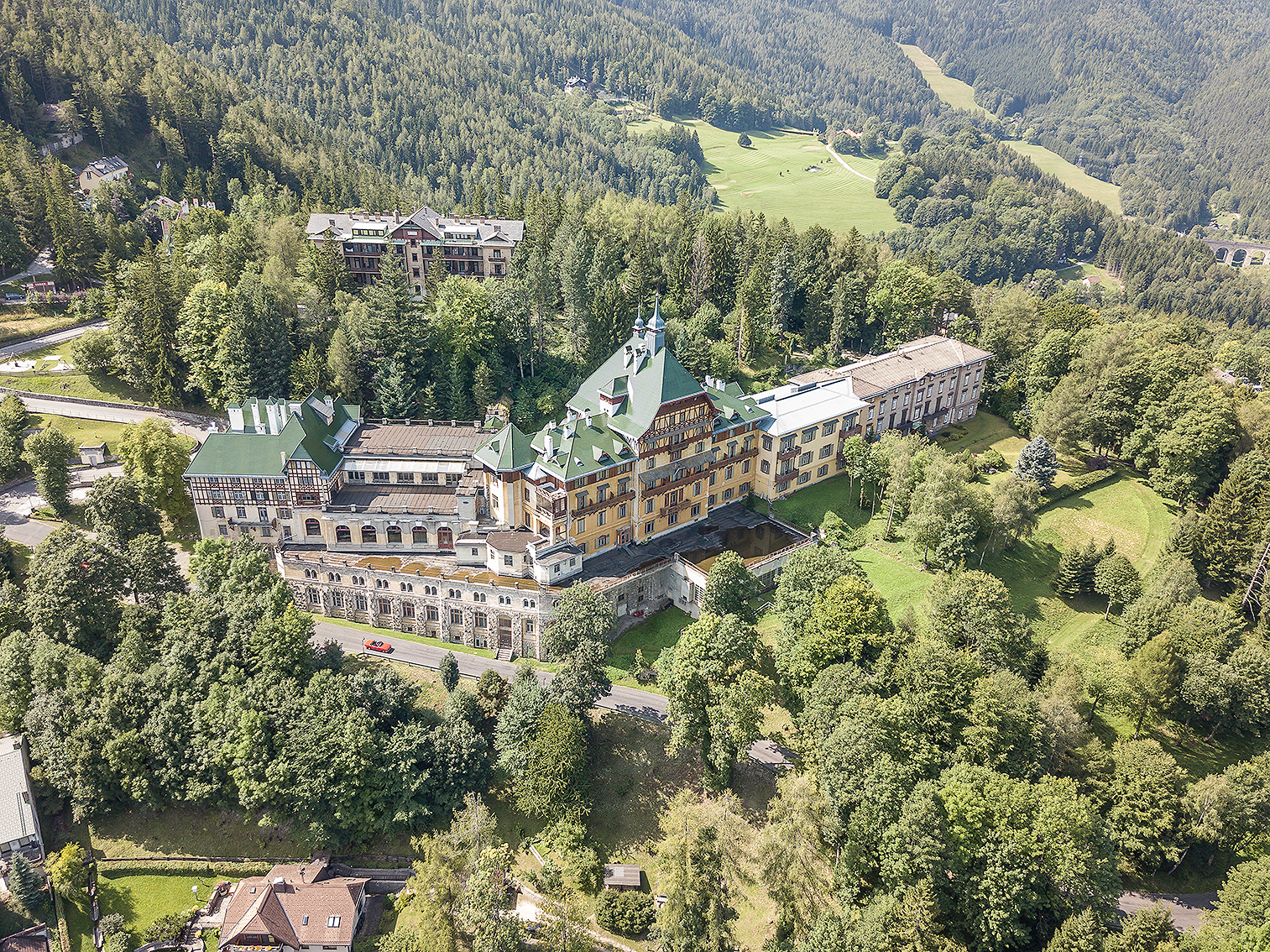
A Südbahnhotel

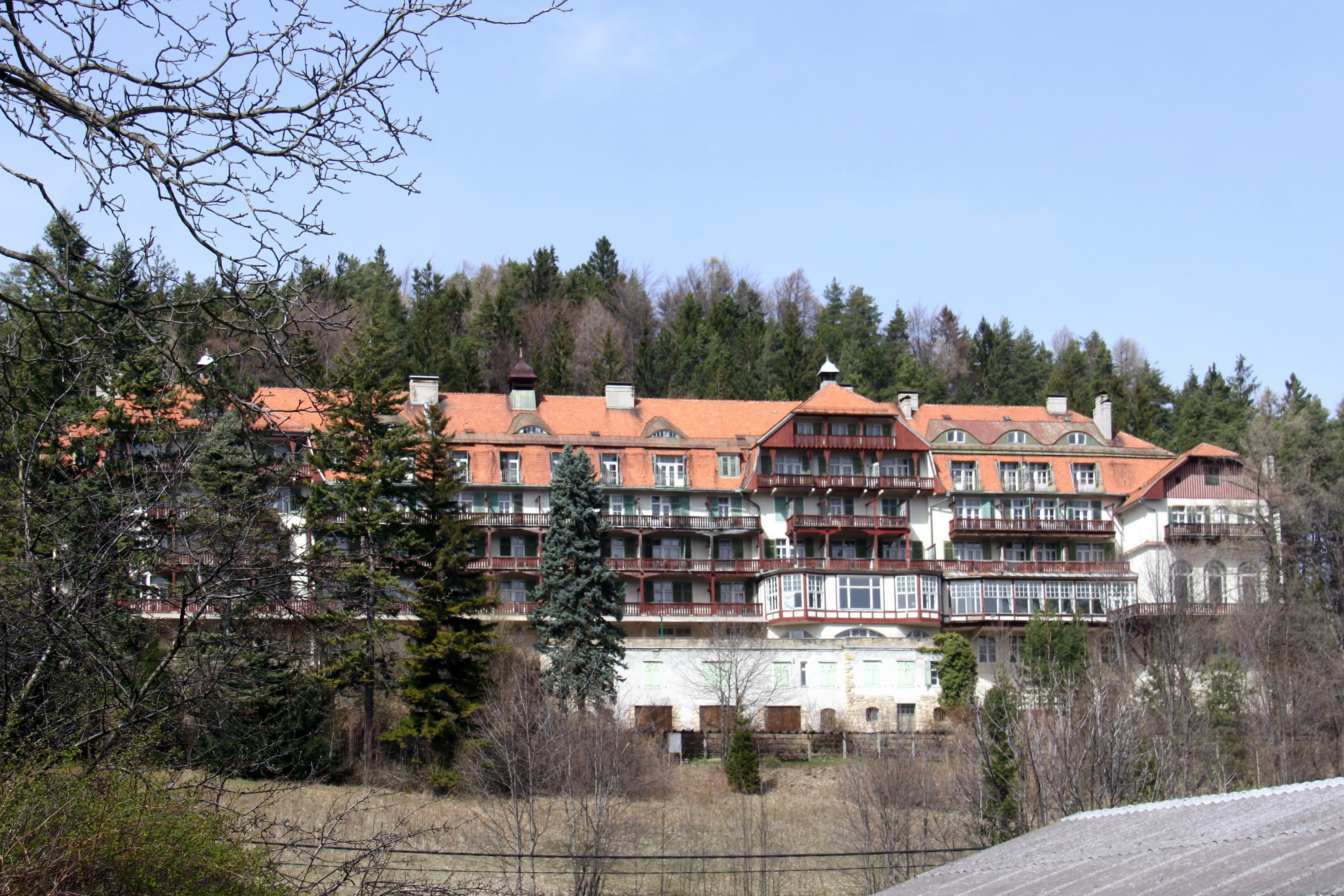
A semmeringi szanatórium

- a semmeringi vasút 1998 óta a világörökség része
- a Carl von Ghega-emlékmű
- a Südbahnhotel
- a Semmering-szanatórium
- az 1895-ben épült Szent család-plébániatemplom

## Fordítás
- Ez a szócikk részben vagy egészben  a   Semmering (Niederösterreich) című német Wikipédia-szócikk ezen változatának fordításán alapul.  Az eredeti cikk szerkesztőit annak laptörténete sorolja fel. Ez a jelzés csupán a megfogalmazás eredetét és a szerzői jogokat jelzi, nem szolgál a cikkben szereplő információk forrásmegjelöléseként.